# Croix-Caluyau
Croix-Caluyau é uma comuna francesa na região administrativa de Altos da França, no departamento do Norte. Estende-se por uma área de 4.01 km². Em 2010 a comuna tinha 260 habitantes (densidade: 64,8 hab./km²).